# Zabłocie-Kolonia (Zabłocie)
Zabłocie-Kolonia – część wsi Zabłocie w Polsce, położona w województwie łódzkim, w powiecie łaskim, w gminie Widawa.
W latach 1975–1998 Zabłocie-Kolonia należało administracyjnie do województwa sieradzkiego.